# Digitaler Schlankheitsdruck
Digitaler Schlankheitsdruck beschreibt die Tendenz, in sozialen Medien extrem schlanke Körperideale zu idealisieren und restriktives Essverhalten zu normalisieren. Das Phänomen entstand bereits in den frühen 2000er-Jahren mit der medialen Verbreitung der Konfektionsgröße „Size Zero“, unterscheidet sich heute jedoch durch die interaktive und algorithmisch verstärkte Verbreitung auf digitalen Plattformen. Besonders betroffen sind junge Nutzerinnen, die sich mit Influencerinnen und medial inszenierten Körperbildern und Lebensstilen vergleichen.

## Ursachen
Besonders problematisch ist die Wirkung von Algorithmen, wie der „For You“-Seite bei TikTok, die Inhalte stark eingrenzt und bestimmte Inhalte bevorzugt. Dazu zählen häufig extrem schlanke Körper, Diättrends oder extreme, fitnessorientierte Lebensstile. Nutzer:innen mit bereits vorhandenen Unsicherheiten werden dadurch verstärkt in algorithmische Filterblasen gezogen, die unrealistische Körperideale verbreiten und essgestörtes Verhalten begünstigen können.
Plattformen profitieren von emotionalen Inhalten, weshalb auffällige Darstellungen, etwa von extrem schlanken Körpern oder Diäten, bevorzugt verbreitet werden. Unternehmen aus der Diät-, Fitness- und Schönheitsbranche nutzen soziale Medien strategisch zur Produktvermarktung. Influencerinnen bewerben Formate wie #WhatIEatInADay, um Diäten oder Produkte zu promoten. Dies kann besonders bei Jugendlichen zu ungesundem Essverhalten führen.
Die soziale Vergleichstheorie (Festinger, 1954) erklärt, warum Nutzerinnen sich mit idealisierten Bildern vergleichen. Dies fördert Selbstzweifel und Unzufriedenheit mit dem eigenen Körper – ein Risikofaktor für Essstörungen.
Jugendliche orientieren sich stark an Peer-Gruppen und definieren ihre soziale Identität über Gruppenzugehörigkeit. Der Druck, einem Schönheitsideal zu entsprechen, steigt.

## Auswirkungen
Laut einer Studie berichteten 59 % der befragten Mädchen, dass Inhalte auf TikTok ihr Körperbild negativ beeinflussen. Eine einstündige Exposition gegenüber solchen Inhalten führte bereits zu erhöhter Unzufriedenheit mit dem eigenen Körper und restriktivem Essverhalten.
Trends wie das sogenannte „Skinny Girl Mindset“, bei denen das Auslassen von Mahlzeiten und extreme Diätregeln normalisiert werden, erzielen auf der Plattform Millionen Aufrufe. Dadurch kommt es zur zunehmenden gesellschaftlichen Normalisierung von Essstörungen. Eine Hausarbeit der Ruhr-Universität Bochum stellt fest: „Gerade Jugendliche, die sich häufig mit Fotos und Videos aus sozialen Medien beschäftigen, berichten vermehrt über Unzufriedenheit mit dem eigenen Körper und zeigen Symptome von Essstörungen“.
Weitere Übersichtsarbeiten belegen ein erhöhtes Risiko für gemindertes Selbstwertgefühl bei intensiver Social-Media-Nutzung. Laut Presseberichten stieg die Zahl stationär behandelter jugendlicher Patientinnen mit Essstörungen in Deutschland zwischen 2019 und 2023 um über 30 % an.

## Diskussion und Kritik
In Wissenschaft und Öffentlichkeit wächst die Kritik am Einfluss digitaler Medien. Forschende warnen davor, dass algorithmisch bevorzugte Inhalte einseitige Schönheitsideale verstärken und die psychische Gesundheit gefährden. Insbesondere Trends wie das „Skinny Girl Mindset“ stehen in der Kritik, weil sie restriktives Essverhalten verherrlichen.
Zudem wird kritisiert, dass Plattformen nicht genug gegen schädliche Inhalte vorgehen. Wissenschaftler:innen fordern stärkere Maßnahmen zur Medienbildung und zur Förderung eines bewussteren Umgangs mit sozialen Vergleichen. Gleichzeitig geraten soziale Netzwerke zunehmend unter Druck, ihren Jugendschutz auszubauen. Auch immer mehr Influencerinnen weisen und klären über die Gefahren auf.